# Erik Larsson (narciarz)
Erik August Larsson (ur. 20 kwietnia 1912 w Kurravaara, zm. 10 marca 1982 w Jukkasjärvi) – szwedzki biegacz narciarski, dwukrotny medalista olimpijski oraz brązowy medalista mistrzostw świata.

## Kariera
Igrzyska w Garmisch-Partenkirchen w 1936 był pierwszymi i zarazem ostatnimi igrzyskami w jego karierze. Wspólnie z Johnem Bergerem, Arthurem Häggbladem i Martinem Matsbo wywalczył brązowy medal w sztafecie 4 × 10 km. Na tych samych igrzyskach triumfował także w biegu na 18 km techniką klasyczną.
W 1935 wystartował na mistrzostwach świata w Vysokich Tatrach, gdzie wraz z Halvarem Moritzem, Martinem Matsbo i Nilsem-Joelem Englundem wywalczył brązowy medal w sztafecie.
Za swoje sukcesy otrzymał nagrodę Svenska Dagbladets guldmedalj w 1936.
Jego wnuczką jest pisarka Åsa Larsson.

## Osiągnięcia

### Igrzyska olimpijskie
| Miejsce | Dzień     | Rok  | Miejscowość            | Konkurencja             | Wynik   | Strata | Zwycięzca |
| ------- | --------- | ---- | ---------------------- | ----------------------- | ------- | ------ | --------- |
| 3.      | 10 lutego | 1936 | Garmisch-Partenkirchen | Sztafeta × 10 km        | 2:41:33 | +1:30  | Finlandia |
| 1.      | 12 lutego | 1936 | Garmisch-Partenkirchen | 18 km stylem klasycznym | 1:14:38 | -      | -         |

### Mistrzostwa świata
| Miejsce | Dzień     | Rok  | Miejscowość   | Konkurencja             | Czas biegu | Strata | Zwycięzca       |
| ------- | --------- | ---- | ------------- | ----------------------- | ---------- | ------ | --------------- |
| 24.     | 15 lutego | 1935 | Wysokie Tatry | 18 km stylem klasycznym | 1:27:50    | ?      | Klaes Karppinen |
| 3.      | 18 lutego | 1935 | Wysokie Tatry | Sztafeta × 10 km        | 2:42:30    | +4:23  | Finlandia       |